# Deborah Anderson
Deborah Anderson is een Britse zangeres en fotograaf.
Ze is de dochter van Jennifer en Jon Anderson, de zanger van de groep Yes. Ze was de achtergrondzangeres van twee albums van Yes en van enkele solo-albums van haar vader. Verder heeft ze onder andere samengewerkt met artiesten als Kruder and Dorfmeister, DJ Krush, DJ Shadow, Tipper, Zero 7, Le Tone en Télépopmusik. Haar samenwerking met Ales Reece voor Feel the Sunshine leidde tot een grote hit.
Ze is ook actief als fotograaf. Haar foto's verschenen in de tijdschriften Elle, Cosmopolitan, Maxima, Fhm en Playboy en New Look. Ze heeft ook de foto's gemaakt voor het album van Pink.
- Bibliothèque nationale de France: cb14009594f (data)
- Gemeinsame Normdatei: 138001723
- International Standard Name Identifier: 0000 0000 0316 9478
- Library of Congress Control Number: n2012079110
- MusicBrainz: 522b66c4-b552-475e-8bec-7852bee55b1b
- Nederlandse Thesaurus van Auteursnamen: 175237689
- PIC: 385433
- Système universitaire de documentation: 171953835
- Virtual International Authority File: 29729939
- WorldCat: E39PBJvCR8FDkhRFGK8dTH9CcP